# Nhãn lực siêu nhiên (phim)
Nhãn lực siêu nhiên (tiếng Anh: Midnight Special) là một bộ phim khoa học viễn tưởng năm 2016 của Mỹ do Jeff Nichols đạo diễn, sản xuất bởi Sarah Green và Brian Kavanaugh-Jones. Phim có sự tham gia của Michael Shannon, Joel Edgerton, Kirsten Dunst, Adam Driver, Jaeden Lieberher và Sam Shepard. Đây là phim dài thứ bốn của Nichols và là phim đầu tiên do xưởng phim của anh sản xuất. Phim được chọn tham gia tranh cử giải Gấu Vàng tại Liên hoan phim quốc tế Berlin lần thứ 66.

## Diễn viên
- Michael Shannon vai Roy Tomlin
- Joel Edgerton vai Lucas
- Kirsten Dunst vai Sarah Tomlin
- Jaeden Lieberher vai Alton Meyer
- Adam Driver vai Paul Sevier
- Bill Camp vai Doak
- Scott Haze vai Levi
- Sam Shepard vai Calvin Meyer
- Paul Sparks vai Agent Miller
- David Jensen vai Elden
- Sean Bridgers vai Frederick
- Dana Gourrier vai Sharon Davidson